# Qualificazioni all'AFC Futsal Championship 2016
Le qualificazioni all'AFC Futsal Championship 2016 si sono disputate nel corso del 2015.
Uzbekistan, Giappone e Iran sono già qualificate in quanto arrivate sul podio nella precedente edizione.

## Zona Ovest

### Gruppo A
| Squadra        | Pti | G | V | N | P | GF | GS | DR  |
| -------------- | --- | - | - | - | - | -- | -- | --- |
| Libano         | 9   | 3 | 3 | 0 | 0 | 16 | 6  | +10 |
| Giordania      | 6   | 3 | 2 | 0 | 1 | 11 | 8  | +3  |
| Arabia Saudita | 1   | 3 | 0 | 1 | 2 | 4  | 9  | -5  |
| Bahrein        | 1   | 3 | 0 | 1 | 2 | 7  | 15 | -8  |

### Gruppo B
| Squadra             | Pti | G | V | N | P | GF | GS | DR |
| ------------------- | --- | - | - | - | - | -- | -- | -- |
| Qatar               | 6   | 2 | 2 | 0 | 0 | 4  | 2  | +2 |
| Iraq                | 3   | 2 | 1 | 0 | 1 | 4  | 3  | +1 |
| Emirati Arabi Uniti | 0   | 2 | 0 | 0 | 2 | 2  | 5  | -3 |

## Zona ASEAN

### Gruppo A
| Squadra    | Pti | G | V | N | P | GF | GS | DR  |
| ---------- | --- | - | - | - | - | -- | -- | --- |
| Thailandia | 12  | 4 | 4 | 0 | 0 | 42 | 5  | +37 |
| Malaysia   | 9   | 4 | 3 | 0 | 1 | 22 | 9  | +13 |
| Timor Est  | 6   | 4 | 2 | 0 | 2 | 16 | 31 | -15 |
| Brunei     | 3   | 4 | 1 | 0 | 3 | 10 | 28 | -18 |
| Singapore  | 0   | 4 | 0 | 0 | 4 | 4  | 21 | -17 |

### Gruppo B
| Squadra   | Pti | G | V | N | P | GF | GS | DR  |
| --------- | --- | - | - | - | - | -- | -- | --- |
| Australia | 12  | 4 | 4 | 0 | 0 | 37 | 8  | +29 |
| Vietnam   | 9   | 4 | 3 | 0 | 1 | 39 | 9  | +30 |
| Birmania  | 6   | 4 | 2 | 0 | 2 | 27 | 9  | +18 |
| Laos      | 3   | 4 | 1 | 0 | 3 | 17 | 43 | -26 |
| Filippine | 0   | 4 | 0 | 0 | 4 | 4  | 55 | -51 |

## Zona Centrale
| Squadra      | Pti | G | V | N | P | GF | GS | DR |
| ------------ | --- | - | - | - | - | -- | -- | -- |
| Kirghizistan | 5   | 3 | 1 | 2 | 0 | 6  | 5  | +1 |
| Tagikistan   | 4   | 3 | 1 | 1 | 1 | 11 | 11 | 0  |
| Afghanistan  | 4   | 3 | 1 | 1 | 1 | 12 | 11 | +1 |
| Turkmenistan | 2   | 3 | 0 | 2 | 1 | 7  | 9  | -2 |

## Zona Est
| Squadra       | Pti | G | V | N | P | GF | GS | DR  |
| ------------- | --- | - | - | - | - | -- | -- | --- |
| Cina          | 10  | 4 | 3 | 1 | 0 | 15 | 5  | +10 |
| Taipei cinese | 9   | 4 | 3 | 0 | 1 | 18 | 15 | +3  |
| Corea del Sud | 7   | 4 | 2 | 1 | 1 | 21 | 14 | +7  |
| Mongolia      | 3   | 4 | 1 | 0 | 3 | 15 | 19 | -4  |
| Hong Kong     | 0   | 4 | 0 | 0 | 4 | 10 | 26 | -16 |

## Squadre qualificate
| Pr. | Squadra        | Data di qualificazione certa | Partecipante in quanto                                           | Ultima presenza    |
| --- | -------------- | ---------------------------- | ---------------------------------------------------------------- | ------------------ |
| 1   | Uzbekistan     | 10 maggio 2014               | Nazione ospitante e terzo posto all'AFC Futsal Championship 2014 | Vietnam 2014       |
| 2   | Giappone       | 10 maggio 2014               | Vincitore dell'AFC Futsal Championship 2014                      | Vietnam 2014       |
| 3   | Iran           | 10 maggio 2014               | Secondo posto all'AFC Futsal Championship 2014                   | Vietnam 2014       |
| 4   | Libano         | 2 ottobre 2015               | Vincitore gruppo A Zona Ovest                                    | Vietnam 2014       |
| 5   | Giordania      | 3 ottobre 2015               | Secondo posto gruppo A Zona Ovest                                | Esordiente         |
| 6   | Arabia Saudita | 13 novembre 2015             | Terzo posto gruppo A Zona Ovest                                  | Esordiente         |
| 7   | Qatar          | 2 ottobre 2015               | Vincitore gruppo B Zona Ovest                                    | Emirati Arabi 2012 |
| 8   | Iraq           | 2 ottobre 2015               | Secondo posto gruppo B Zona Ovest                                | Vietnam 2014       |
| 9   | Thailandia     | 12 ottobre 2015              | Vincitore gruppo A Zona ASEAN                                    | Vietnam 2014       |
| 10  | Malaysia       | 12 ottobre 2015              | Secondo posto gruppo A Zona ASEAN                                | Vietnam 2014       |
| 11  | Australia      | 11 ottobre 2015              | Vincitore gruppo B Zona ASEAN                                    | Vietnam 2014       |
| 12  | Vietnam        | 11 ottobre 2015              | Secondo posto gruppo B Zona ASEAN                                | Vietnam 2014       |
| 13  | Kirghizistan   | 16 novembre 2015             | Vincitore Zona Centrale                                          | Vietnam 2014       |
| 14  | Tagikistan     | 16 novembre 2015             | Secondo posto Zona Centrale                                      | Vietnam 2014       |
| 15  | Cina           | 19 novembre 2015             | Vincitore Zona Est                                               | Vietnam 2014       |
| 16  | Taipei cinese  | 19 novembre 2015             | Secondo posto Zona Est                                           | Vietnam 2014       |